# نادي كامب فاير
تم تأسيس نادي كامب فاير الأمريكي في عام 1897  لجمع كل من الصيادين، صيادي السمك، المستكشفين، علماء الطبيعة، الفنانين وحتى الأفراد الذين يؤمنون بمادئ الغامرة والرابطة المشتركة في الطبيعة الخلابة في مكان واحد، ولتعزيز أهتمامات الرياضات الميدانية والحفاظ على الحياة البرية. تم أنشاء مجلة "Field & Stream" كمجلة الأخبار الرسمية للنادي.  يتركز عمل المنظمة بشكل رئيسي حول المحافظة والممارسة بشكل مستمر على مهارات الأستجمام في البيئة، بالأضافة الى توفير فرص للترفيه لأعضائها. 
تعمل المنظمة أيضا كمجموعة للحفاظ على البيئة، مشددة على المحافظة على الطبيعية البيئية، مواطن الحيوانات، الغابات والحفاظ على الحياة البرية  من خلال صندوق تمويل خاص بالنادي.  كان نادي فاير كامب فعالاً في العديد من الجهود البيئية في القرنين التاسع عشر والعشرين، ومن جملتها: أطلاق جمعية البيسون الأمريكي وأنقاذه في عام 1905،  أقرار قانون الحفاظ على دب البحر في عام 1909، تمويل الحديقة الوطنية الجليدية في عام 1910، اقرار قانون حظر أستيراد الريش والمناقير في عام 1910، اقرار قانون معاهدة الطيور المهاجرة في عام 1918، انشاء المعايير الأساسية لنظام الحدائق الوطنية الأمريكية في عام 1923، اقرار قانون صيد البط الفيدرالي في عام 1929، والمساعدة في حماية غزلان جزر كيز في فلوريدا في أوائل الخمسينيات. لعب النادي أيضاً دوراً فعالاً في جعل ولاية نيويورك تحظر الأستخدام العشوائي لمادة دي دي تي وغيرها من مبيدات الحشرات في الولاية في الستينات. أستمر النادي بدعم الحفاظ على البيئة من خلال عدة جهود متنوعة على الصعيدين الوطني والدولي.

يضم نادي كامب فاير بعض الأعضاء البارزين بما في ذلك:
- ثيودور روزفلت[7][8]
- دانيال كارتر بيرد
- ارنست تومسون سيتون
- Carl Akeley
- غيفورد بنكوت
- 'Buffalo Bill' Cody
- George Shields
- David Abercrombie
- جورج دوبونت برات
- عزرا فيتش
- زين غري
- Charles "Buffalo" Jones
- Laurance Rockefeller
- Carl Rungius
- James L. Clark
- A.A. Anderson
- كلارنس بردسآي

كان لدى النادي رابطة جيدة بين أعضائه وعلاقات وطيدة مع العديد من المنظمات عبر تاريخه ومن ضمنها: المتحف الأمريكي للتاريخ الطبيعي، الكشافة الأمريكية، حديقة حيوانات برونكس، نادي أديرونداك ونادي المستكشفين.

## روابط خارجية
- الموقع الرسمي
- Camp Fire Club of America (1929) National park standards as defined by the Camp Fire Club of America. Am. Forest & Forest Life (August): 476، 539.